# Conflans-sur-Lanterne
Conflans-sur-Lanterne is een gemeente in het Franse departement Haute-Saône (regio Bourgogne-Franche-Comté) en telt 649 inwoners (2011). De plaats maakt deel uit van het arrondissement Lure.

## Geografie
De oppervlakte van Conflans-sur-Lanterne bedraagt 13,1 km², de bevolkingsdichtheid is 49,5 inwoners per km².
De onderstaande kaart toont de ligging van Conflans-sur-Lanterne met de belangrijkste infrastructuur en aangrenzende gemeenten.

## Demografie
Onderstaande figuur toont het verloop van het inwonertal (bron: INSEE-tellingen).

1. ↑  Populations de référence 2022.